# Secuenciación SOLiD
La secuenciación SOLiD (del inglés Sequencing by Oligonucleotide Ligation and Detection), también llamada de 2 base encoding (codificación con dos bases), es una técnica de secuenciación de ADN de próxima generación desarrollada por Life Technologies y disponible comercialmente desde 2006. Esta técnica genera cientos de millones de pequeñas lecturas de secuencia a la vez.
Las librerías pueden ser secuenciadas hasta por 8 sondas de ligación (método de secuenciación en escalera). Además, permite elegir como librería fragmentos de preparación de una librería o una librería completa. En ambos casos, el ADN diana  se ajusta un tamaño específico mediante la ligación de adaptadores en los extremos de los fragmentos resultantes.
El costo de secuenciación es de aproximadamente 40x10-9 dólares por base, al tiempo que aumenta la capacidad de secuenciar desde 1 000 000 bases/máquina/día a 500 0000 000 bases/máquina/día. En varias publicaciones se menciona su uso en diversos procesos,ya que se puede secuenciar el genoma completo, encontramos estudios que van desde investigaciones del transcriptoma (incluidos perfiles de expresión génica, análisis de ARN pequeños y análisis de transcriptoma completo) ,epigenoma (como ChIPSeq y metilación) hasta resecuenciación dirigida .
La longitud de lectura de SOLiD fue inicialmente de 35 pb.
La secuenciación por ligación usada tiene algunos problemas a la hora de secuenciar palíndromos. Uno de los problemas comunes de las técnicas NGS es la representación insuficiente o excesiva de GC o AT rico secuencias. Estos sesgos a menudo se generan durante  preparación de la biblioteca, principalmente cuando las bibliotecas se someten a una reacción en cadena de polimerasa (PCR) exclusiva, mientras que se cree que las bibliotecas libres de PCR se secuencian con significativamente menos o casi sin sesgo.  Sin embargo, cabe destacar que SOLiD como la plataforma ideal de elección para investigadores que tratan con organismos en un similar gama de contenido de GC.

## Procedimiento
A partir de la muestra que se quiere secuenciar se prepara una librería de fragmentos de ADN mediante sonicación o disrupción física, los cuales se usarán para preparar poblaciones de clones en perlas magnéticas. Los fragmentos unidos llevan una secuencia adaptadora universal P1 para que la secuencia inicial de cada fragmento sea conocida e idéntica. 
Cada molécula se amplifica clonalmente en una reacción de PCR por emulsión en microrreactores con agua en aceite que contienen todos los reactivos necesarios (perlas unidas a P1, molde, componentes de PCR y primers). Se enriquecen las gotas con la secuencia diana. Los productos de PCR son seleccionados por tamaño para obtener un tamaño adecuado y se unen covalentemente a un cristal.
Se añaden primers universales que hibridan con la secuencia adaptadora del molde de la librería. Cuatro tipos de sondas de dos bases marcadas con fluorescencia compiten por la ligación al primer usado para secuenciar. La estructura de estas sondas sería la siguiente: sitio de ligación en la primera base, sitio de escisión en la quinta base y 4 tintes fluorescentes diferentes (unidos en la última base). La especificidad se consigue interrogando cada primera y segunda base en la reacción de ligación. Se realizan varios ciclos de ligación, detección y rotura. Tras cinco ciclos con diez reacciones de ligación cada uno, el producto de extensión se elimina y el molde se vuelve a usar con un primer complementario a la posición n-1 para una segunda ronda de ciclos.
Para cada secuencia se usan cinco rondas de ciclos. Con estas repeticiones se interroga cada base en dos reacciones de ligación independientes por dos primers diferentes.
Este método genera 60 gigabases de datos de ADN por uso. Debido al sistema de dos bases de repetición de los ciclos de ligación, se tiene una precisión del 99,94%. Además, se evita el problema del sistema Roche 454 FLX para secuenciar regiones con repeticiones de homopolímeros.
La señal fluorescente se graba durante la ligación y la limpieza de las  tres últimas bases de la sonda. Para interpretar estas señales de fluroescencia, un software convierte las secuencias de bases de referencia en una secuencia de codificación de colores. Luego, esta codificación de color de recuencias de referencia se compara con la de la muestra para obtener la información del mapeo mediante un algoritmo específico.

## Aplicaciones
Además de la secuenciación, esta técnica puede usarse en transcriptómica y epigenética.
La transcriptómica está limitada por los microarrays, pero con la secuenciación de próxima generación el transcriptoma completo de cualquier organismo puede ser secuenciado de una sola vez, obteniéndose la identificación de cada tránscrito, así como el perfil de expresión.
La secuenciación de próxima generación también puede ser usada en inmunoprecipitación de cromatina (ChIP) para determinar los sitios de unión de factores de transcripción además de interacciones proteína-ADN.
Podemos también encontrar aplicaciones de esta técnica en el posicionamiento de nucleosomas, secuenciación de ARN de cadena sensible, y la más directa, secuenciación humana.